# Тит Клелий Сикул
Тит Клелий Сикул (на латински: Titus Cloelius Siculus) e политик на Римската република от 5 век пр.н.е.

## Биография
Произлиза от патрицианската фамилия Клелии.
През 444 пр.н.е. той е консулски военен трибун с още двама други колеги, Авъл Семпроний Атрацин и Луций Атилий Луск. През 444 пр.н.е. Рим се ръководи от трима патрициански консулски трибуни и след тяхното напускане след три месеца, изглежда по религиозни причини, консули стават Луций Папирий Мугилан и Луций Семпроний Атрацин.
През 442 пр.н.е. Тит Клелий организира колонизацията на рутулския град Ардеа. Той е в образувания за тази цел триумвират от Марк Ебуций Хелва и Агрипа Менений.